# Rivals (album)
Rivals è il quarto album in studio del gruppo nu metal statunitense Coal Chamber, pubblicato nel 2015.

## Tracce
1. I.O.U. Nothing – 3:03
2. Bad Blood Between Us – 4:00
3. Light in the Shadows – 3:41
4. Suffer in Silence (feat. Al Jourgensen) – 3:51
5. The Bridges You Burn – 3:38
6. Orion – 1:11
7. Another Nail in the Coffin – 3:21
8. Rivals – 4:31
9. Wait – 2:44
10. Dumpster Dive – 1:09
11. Over My Head – 3:36
12. Fade Away (Karma Never Forgets) – 2:52
13. Empty Handed – 3:58
14. Worst Enemy (limited edition bonus track) – 4:03

## Formazione
- Dez Fafara – voce
- Miguel Rascón – chitarre
- Nadja Peulen – basso
- Mike Cox – batteria